# Zarza-Capilla
Zarza-Capilla es un municipio español, perteneciente a la provincia de Badajoz (comunidad autónoma de Extremadura).

## Geografía
Está situado en la parte oriental de la provincia, en la comarca de La Serena. En sus inmediaciones se encuentran Cabeza del Buey, Peñalsordo y Capilla, con los cuales limita su término municipal, y también con el municipio cordobés de El Viso de los Pedroches. Pertenece al Partido judicial de Castuera.
El municipio, cuyo núcleo urbano se sitúa a una altitud de 579 m, nuevo núcleo, y 600 m , núcleo antiguo, presenta una topografía muy accidentada con un 80% del territorio con pendientes superiores al 20%. Participa de los biotopos más representativos de esta zona: las sierras, la estepa, y las zonas húmedas (Embalse de La Serena con más de 3.000 hm³). Dicho embalse baña unas 180 hectáreas del término municipal (un 2 % del total).
| Noroeste: Cabeza del Buey | Norte: Peñalsordo             | Noreste: Peñalsordo                         |
| Oeste: Cabeza del Buey    |                               | Este: Capilla                               |
| Suroeste: Cabeza del Buey | Sur: El Viso de Los Pedroches | Sureste: Capilla y El Viso de Los Pedroches |

## Historia

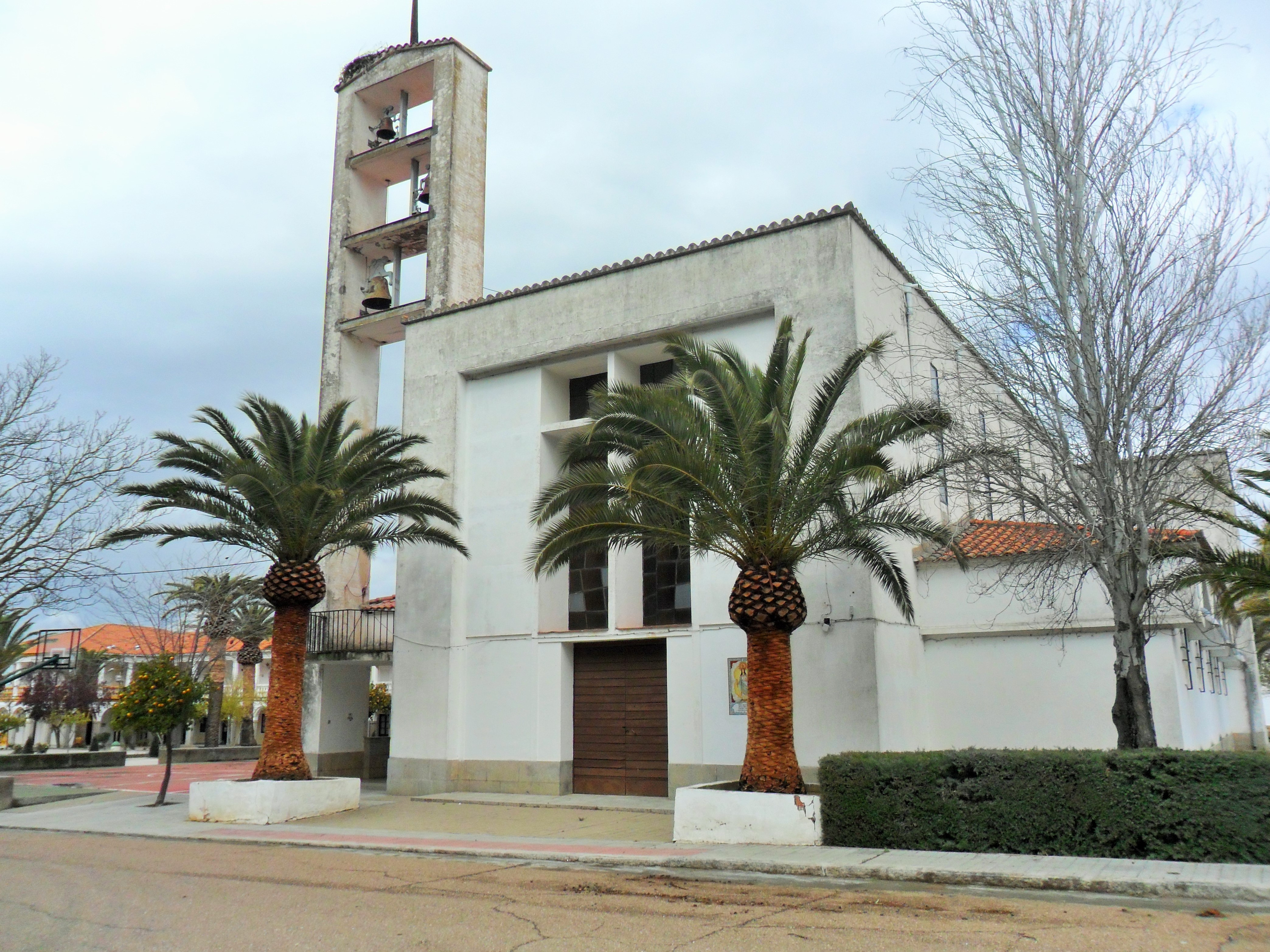
Iglesia parroquial, nuevo núcleo

Su término municipal ha estado poblado desde la prehistoria, pues posee una gran muestra de pinturas rupestres, siendo las más famosas las que se encuentran en la cueva del Vercialejo, así como posteriormente estelas del primer milenio a. C. Se han encontrado restos de asentamientos prerromanos, romanos y árabes. Sobre el origen concreto de la población tenemos pocos datos pero parece que se funda en 1280 tomando el nombre de Zarza por el arbusto que existía en  el centro de la población junto a una fuente y Capilla cuando se integró en el Estado de Capilla. A partir de la Reconquista la historia de la localidad está vinculada a la vecina Capilla a cuya jurisdicción perteneció hasta el siglo XIX. Así, en 1594 formaba parte de la Tierra de Capilla en la Provincia de Trujillo.
A la caída del Antiguo Régimen la localidad se constituye en municipio constitucional en la región de Extremadura. 
Alcanza el villazgo el 16 de agosto de 1816 por concesión del rey Fernando VII. Desde 1834 quedó integrado en el Partido judicial de Puebla de Alcocer. En el censo de 1842 contaba con 360 hogares y 1329 vecinos, población que irá aumentando a lo largo del siglo XIX y hasta 1960, que superará los 2.000 habitantes.
La Guerra Civil española ocasionó grandes daños en la villa, construyéndose a partir de agosto de 1941 Zarza Capilla Nueva, que no comenzó a poblarse hasta 1943, aunque la población se repartió entre los dos núcleos. La población se desplazó lejos del pueblo y no volvió hasta acabada la guerra. Cuando volvieron, con la promesa de hacer un nuevo pueblo, la lentitud para la construcción de éste fue tal que reconstruyeron sus casas sobre las ruinas del que había quedado completamente destrozado. Esto provocó que se levantara un nuevo pueblo cuando el antiguo ya se había reconstruido, a pesar de la prohibición para hacerlo.

## Demografía
Zarza-Capilla cuenta con una población de 299 habitantes (INE 2024).
| Gráfica de evolución demográfica de Zarza-Capilla entre 1842 y 2021                                                   |
| |
| Población de derecho según los censos de población del INE. Población de hecho según los censos de población del INE. |

La población está repartida en las dos entidades de población: Zarza Capilla Vieja justo en la ladera de la sierra y Zarza Capilla Nueva en la penillanura.

## Economía
La actividad económica mayoritaria es la agricultura del olivo y el cereal (cebada) y, fundamentalmente, la ganadería que con los rebaños de ovejas merinas constituye la principal fuente de ingresos. Aunque en los últimos años la empresa Parafly, dónde se realizan paracaídas, chalecos salvavidas y otros materiales para los ejércitos de Estados Unidos o las fuerzas de seguridad, han dado un gran empuje económico.

## Patrimonio

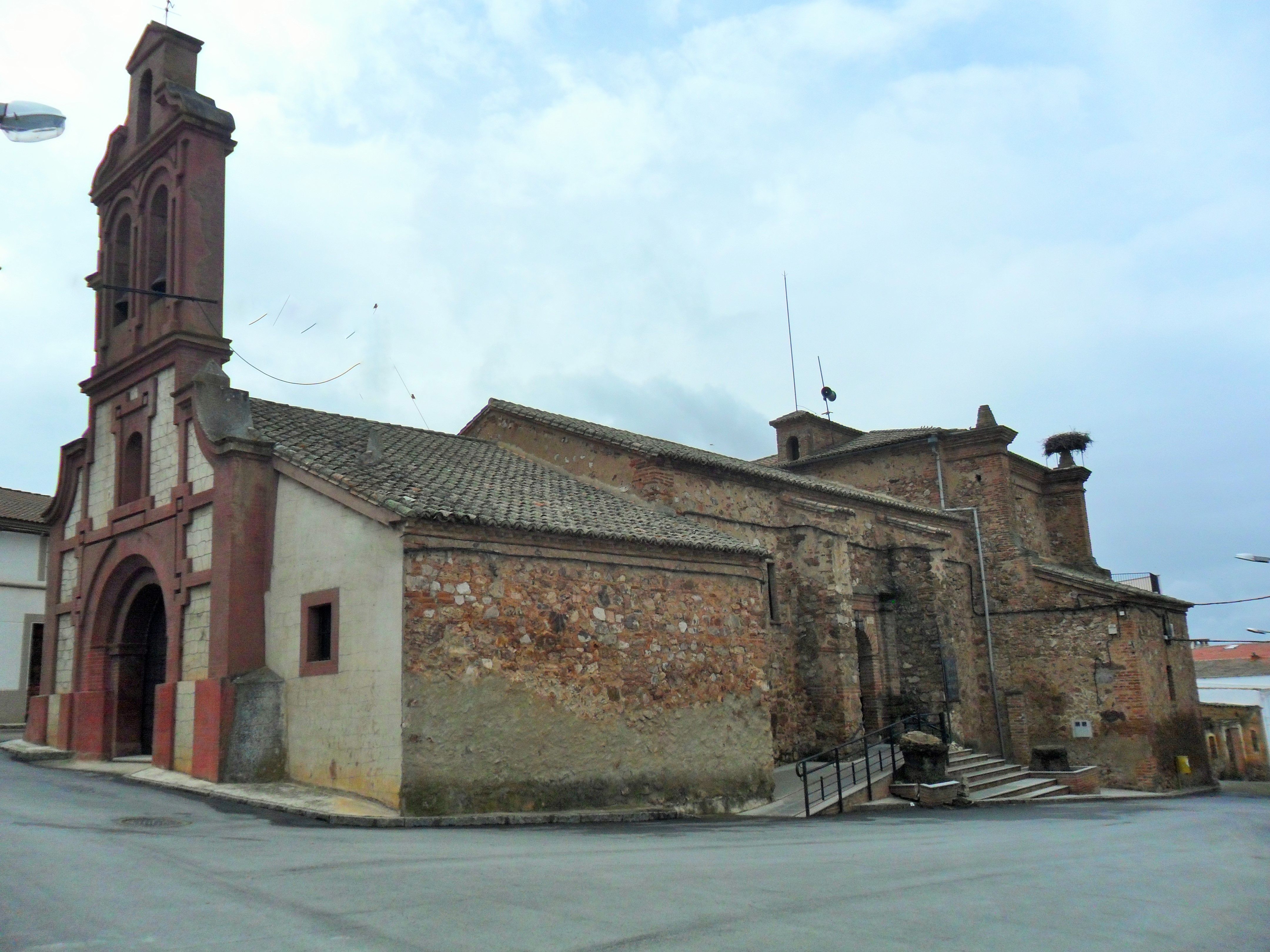
Iglesia de San Bartolomé Apóstol, del siglo

Los edificios más representativos están en Zarza Capilla Vieja y son la Iglesia de San Bartolomé originaria del siglo XVI. Sobre su lado del evangelio se adosó en 1871 la Ermita de Nuestra Señora de la Aurora, cuya cofradía fue fundada en 1816. Conserva las estaciones originales del Vía Crucis que no han quedado absorbidas por el crecimiento posterior del núcleo urbano, realizado en mampostería con cruces de hierro que ya existía en 1537.
La iglesia del Núcleo Nuevo fue realizada en la segunda mitad de la década de los 60, como colofón a las obras iniciadas en 1941 para crear el nuevo pueblo. Su arquitecto fue Gabriel Allende Maíz, padre de la famosa fotógrafa de la movida madrileña Ouka Leele.
En 1983 se construyó en el paraje de Los Pocitos una pequeña ermita en honor a San Isidro, proyectada por Eugenio Sánchez Fernández.

## Personas destacadas
En Zarza-Capilla nació el economista ilustrado Julián de Luna. Entre los embajadores del municipio se encuentran también los hermanos Muñoz Calvo (Estopa), hijos adoptivos de Zarza Capilla, desde 2002, de donde procede su familia y donde pasaban los veranos y otras fiestas en su infancia. Hijos de la población son: Feliciano Mayoral Barba, jugador de voleibol con 75 internacionalidades y varias ligas en Real Madrid y Son Amar de Palma de Mallorca, y posteriormente presidente de la Federación española de voleibol y Consejero Delegado de la candidatura olímpica de Madrid 2012; Manuel Estudillo Santos, director de cine (Jara) y de series de televisión; Celestino García Santos (06-04-1891, Zarza Capilla - 06-07-1954, México D. F.), que fue elegido concejal de Madrid en las elecciones del 14 de abril de 1931, representando al PSOE, y posteriormente diputado durante la Segunda República.